# 오카모토 (기업)
오카모토 주식회사(일본어: オカモト株式会社, 영어: Okamoto Industries)는 생활 용품을 비롯한 산업 용품, 보건 위생 용품을 양산하는 일본 굴지의 화학 기업이다.

## 제품 종류
- 폴리우레탄 콘돔
  - 오카모토 0.01(Zero One) 시리즈
  - 오카모토 0.02(Zero Two) 시리즈
- 천연 고무 라텍스 콘돔
  - 오카모토 0.03(Zero Zero Three) 시리즈